# Rollengewindetrieb mit Rollenrückführung
Ein Rollengewindetrieb mit Rollenrückführung ist ein lineartechnischer Antrieb mit rollenförmigen Wälzkörpern.

## Funktionsweise
Im Gegensatz zum Planetenrollengewindetrieb weisen die Laufrollen des Rollengewindetriebs mit Rollenrückführung kein Gewinde, sondern umlaufende Rillen auf. Daher bewegen sie sich schneller in axialer Richtung als die Spindelmutter und müssen durch eine besondere Geometrie an der Mutter von der Spindel abgehoben und zurückversetzt werden. 
Da die Rollen sich radial und axial relativ zur Mutter bewegen, können sie nicht wie beim Planetenrollengewindetrieb durch einen Ring geführt werden. Stattdessen werden sie von einer Art Käfig radial in Position gehalten.
Entscheidender Vorteil des Rollengewindetriebs mit Rollenrückführung ist die minimal mögliche Steigung, die nochmals geringer ist als beim Planetenrollengewindetrieb. Da das Gewinde der Rollen keine Steigung hat, kann die Steigung der Spindel noch feiner gewählt werden – bis hin zu 1 mm Steigung bei 50 mm Spindeldurchmesser. Durch die sich ergebende große Anzahl von Kontaktflächen entsteht ein sehr steifes System mit hoher Tragzahl. Allerdings beschränkt der Rückführmechanismus die maximal zulässige Geschwindigkeit des Gewindetriebs auf eine Umfangsgeschwindigkeit von 1,5–2,5 m/s am Mittenkreisdurchmesser.

## Lebensdauer
Die Lebensdauer eines Rollengewindetriebs wird analog zur Wälzlagern und Kugelgewindetrieben über die dynamische Tragzahl {\displaystyle C_{a}} berechnet. Da ohnehin nur Axialkräfte zulässig sind, entfallen Radial- und Axialbeiwert. Für die charakteristische Ermüdungslebensdauer des Rollengewindetriebs mit Rollenrückführung gilt:
{\displaystyle L_{10}=\left({\frac {C_{a}}{F}}\right)^{3}\cdot 10^{6}[Umdrehungen]}
Wie bei Wälzlagern ist dies die Lebensdauer, die mit einer Wahrscheinlichkeit von 90 % erreicht oder übertroffen wird.

## Anwendung
Die Eigenschaften des Rollengewindetriebs mit Rollenrückführung – große Steifigkeit und hohe Tragzahl bei geringer Steigung – erlauben in Verbindung mit einem hochauflösenden Messsystem und einem entsprechenden Regler die extrem genaue Positionierung von großen Lasten bei eher geringen Geschwindigkeiten von maximal 50–100 mm/s.